# Црква Свете Петке у Темској
Црква Свете Петке у Темској, насељеном месту на територији града Пирота, православни је храм који припада Епархији нишкој Српске православне цркве.
Према натпису на прочељу изнад улазних врата, црква је обновљена 1896. године, за време Епископа нишког Инокентија, а иконостас је израдио Коста Ј. Андриадис.